# Manipulation
Manipulation innebär att i någon mening ändra tillståndet i ett system. Ordet har i sig ingen värdeladdning, men brukar ofta syfta på dess negativa innebörd när det är tal om psykologisk manipulation, och betyder då att en manipulatör eller intrigör med bedrägliga eller konstfärdiga metoder behandlar något eller någon för att förändra detta eller denna, utan dettas eller dennas kännedom om avsikterna vilka som regel är egoistiska
. Tröst, uppmuntran och beröm kan ses som positiva exempel på manipulation, som är försök att påverka en person att må bättre.
Manipulation är något de flesta ägnar sig åt, medvetet eller omedvetet. Barnet som berömmer sina föräldrar innan det ber om något eller mannen/kvinnan som förför sin motpart. Manipulation är ett sätt att försöka få sin vilja igenom — i gott eller ont syfte.